# Jelena Wiktorowna Kotowa

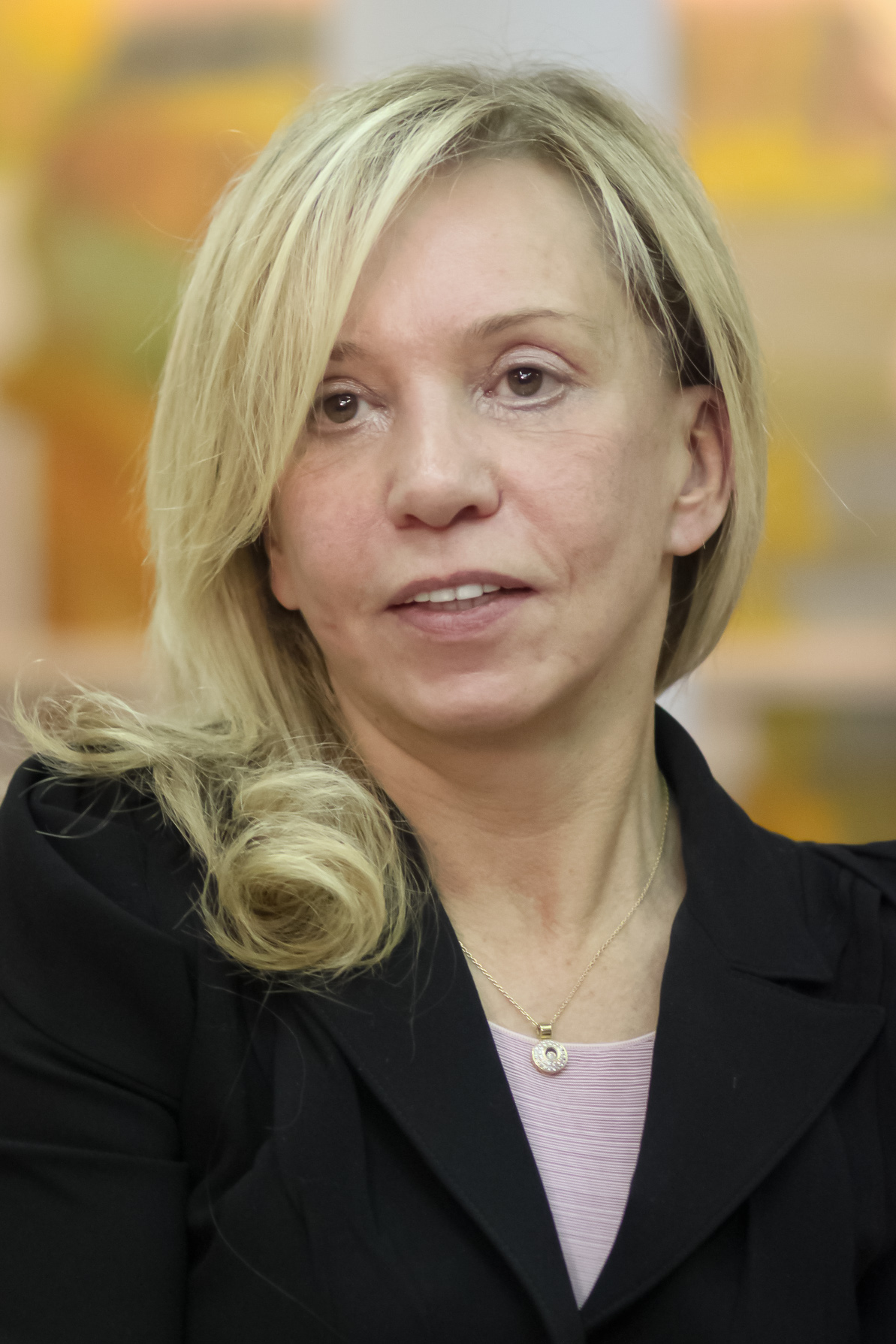
Jelena Wiktorowna Kotowa (2011)

Jelena Wiktorowna Kotowa (russisch Елена Викторовна Котова; * 21. November 1954 in Moskau) ist eine russische Ökonomin, Politikerin, Schriftstellerin und Publizistin.

## Leben
Kotowa studierte an der ökonomischen Fakultät der Lomonossow-Universität Moskau (MGU). Nach der Aspirantur und Verteidigung ihrer Dissertation über Probleme des Anleihekapitalimports durch die asiatischen Entwicklungsländer im Kampf für eine neue Weltwirtschaftsordnung wurde sie 1980 zum Kandidaten der ökonomischen Wissenschaften promoviert.
Von 1982 bis 1989 arbeitete Kotowa im Institut für Orientstudien der Akademie der Wissenschaften der UdSSR in Moskau. Ihre Arbeitsschwerpunkte waren die soziale und ökonomisch Entwicklung der Länder Asiens und die internationalen Finanzbeziehungen. Sie wurde Autorin von zwei Monografien und Mitautorin von  mehr als 10 Monografien und mehr als 50 Fachartikeln über Probleme der internationalen Finanzen.
1989 wurde Kotowa verantwortliche Sekretärin der interregionalen Gruppe der Volksdeputierten der UdSSR. 1990 wurde sie von der Bewegung DemRossija in den Mossowjet (Moskauer Stadtsowjet) gewählt. Dort wurde sie Vorsitzende der ständigen Kommission für Wirtschaftspolitik und Unternehmertum sowie Mitglied des Präsidiums des Mossowjet. 1991–1992 war sie Vorsitzende des Ausschusses für Verwaltung des Besitzes der Stadt Moskau und Privatisierung des städtischen Eigentums.
Ab 1993 arbeitete Kotowa als Beraterin des Geschäftsträgers der Russischen Föderation im Internationalen Währungsfonds. 1994–1997 leitete sie Projekte der Weltbank in Kasachstan, Kirgisistan, Slowenien und Russland.
1998 wurde Kotowa Vizevorstandsvorsitzende der Wneschekonombank in Moskau. Im April 1999 wurde sie 1. Vizepräsidentin der Most-Bank. 2000 wurde sie Vizevorstandsvorsitzende der MTS-Bank. 2001 kehrte sie in die  Wneschekonombank zurück. 2002 wurde sie Vizepräsidentin der Außenhandelsbank mit Verantwortung für Private-Equity-Projekte.
2005 wurde Kotowa in der Europäischen Bank für Wiederaufbau und Entwicklung Exekutivdirektorin für Russland, Belarus und Tadschikistan. Sie war an den Kollegiumsbeschlüssen der Bank zu Strategie, Geschäftsplänen, Produkten und Einzelprojekten beteiligt und wirkte im Finanzausschuss mit. Sie moderierte den Dialog der Bank mit der russischen Regierung und den privaten Sektoren. Im Sommer 2010 führte die Bank mit eigenen Kräften eine Untersuchung der Tätigkeit Kotowas durch, die Verletzungen des Corporate Governance Codex aufdeckte. Darauf entband sie Ministerpräsident Putin am 9. Dezember 2010 von ihren Pflichten als Direktorin für Russland im Direktorenrat der Europäischen Bank für Wiederaufbau und Entwicklung.
Im Februar 2011 leitete der Untersuchungsausschuss des russischen Innenministeriums ein Strafverfahren gegen Kotowa ein. Im Januar 2013 wurde Kotowa der Korruption bei der Vergabe eines Kredits an eine ausländische Firma angeklagt. Im März 2013 legte Kotowa dem Gericht ein Gutachten über ihre psychische Erkrankung vor, worauf sie psychiatrisch untersucht wurde. 2014 verurteilte das Moskauer Simonowski-Gericht Kotowa wegen Vorbereitung von Korruption zu einer Freiheitsstrafe auf Bewährung. Im September 2014 wurde Kotowa vom Moskauer Stadtgericht vor Inkrafttreten des Urteils amnestiert.
Kotowa betätigt sich nun als Schriftstellerin und Publizistin. Sie veröffentlichte sieben Romane. Nach eigener Aussage verdient sie sich ihren Lebensunterhalt durch das Design von Elite-Wohnungen.
Kotowa ist verheiratet und hat einen Sohn, mit dem sie eine Boutique betreibt.